# Giuseppe Lippi
Giuseppe Lippi (* 15. April 1904 in Florenz; † 18. Mai 1978 ebenda) war ein italienischer Hindernis- und Langstreckenläufer.
Über 3000 m Hindernis wurde er bei den Olympischen Spielen 1932 in Los Angeles Siebter und schied 1936 in Berlin im Vorlauf aus. 1938 kam er bei den Leichtathletik-Europameisterschaften in Paris über 10.000 m auf den siebten Platz.
Einmal wurde er Italienischer Meister über 5000 m (1932), zweimal über 10.000 m (1938, 1939), fünfmal über 3000 m Hindernis (1933, 1935, 1936, 1940, 1948) und siebenmal im Crosslauf (1925, 1927–1930, 1937, 1938). 

## Persönliche Bestzeiten
- 5000 m: 15:11,8 min, 2. November 1930, Florenz
- 10.000 m: 31:24,2 min, 24. November 1930, Bologna
- 3000 m Hindernis: 9:32,0 min, 26. Juni 1932, Florenz